# Dunhill
Dunhill – ekskluzywna marka papierosów produkowanych przez British American Tobacco. Zazwyczaj ich cena jest wyższa od średniej ceny papierosów sprzedawanych w danym regionie. Są eksportowane głównie do Europy, południowej Azji, Nowej Zelandii i Australii, ale można je również kupić przez internet lub w sklepach tytoniowych w USA, Malezji i Kanadzie. Są dostępne na Cyprze i w Czechach. W Indonezji produkcją papierosów pod marką Dunhill zajmuje się Bentoel Group.